# Jochen Behle
Jochen Behle, född 7 juli 1960 i Korbach, är en tidigare tysk längdåkare och sedan 2002 tränare för det tyska landslaget. Jochen Behle är gift med den tidigare tyska skidskytten Petra Behle.
Behle tävlade i världscupen mellan 1982 och 1998. Totalt blev det 65 starter varav fem gånger på prispallen. Karriärens enda seger kom i Calgary 1989 då han vann ett lopp på 30 kilometer. 
Behle deltog i tre olympiska spel (1984, 1992 och 1994) och det bästa resultatet kom i Lillehammer där Behle slutade 11:a på 10 kilometer.